# Parafia Najświętszej Maryi Panny Wspomożenia Wiernych w Kostowcu
Parafia pw. Najświętszej Maryi Panny Wspomożenia Wiernych w Kostowcu – parafia rzymskokatolicka należąca do dekanatu raszyńskiego, archidiecezji warszawskiej, metropolii warszawskiej Kościoła katolickiego.